# Fredrik Persson
Fredrik Persson (20 febbraio 1983) è un ex calciatore svedese, di ruolo portiere.

## Carriera

### Club
Persson esordì nell'Allsvenskan con la maglia del Trelleborg. Il 30 luglio 2001, infatti, fu titolare nella sconfitta per 4-1 in casa dell'Hammarby. Nel 2005, passò in prestito ai norvegesi del Kongsvinger, formazione militante nella 1. divisjon. Debuttò quindi con questa casacca il 17 aprile, nella vittoria per 2-0 sullo Hødd. A fine stagione tornò al Trelleborg, dove rimase per altri 12 campionati (disputati spesso come secondo portiere tra Allsvenskan, dove era secondo portiere, Superettan e Division 1) fino al termine della stagione 2017.